# New Tomorrow
«New Tomorrow» (с англ. — «Новое завтра») — песня в исполнении датской поп-рок группы A Friend In London, представляющая страну на музыкальном конкурсе «Евровидение 2011». 26 февраля 2011 года песня победила на музыкальном конкурсном отборе Dansk Melodi Grand Prix, и группа получила право представлять Данию на Евровидении 2011. Через неделю песня была выпущена в качестве сингла и тут же заняла 3 место в датском хит-параде музыкальных синглов (чарт от 4 марта 2011).

## Обвинения в плагиате
В адрес «New Tomorrow» было предъявлено несколько обвинений в плагиате. Припев песни сходен с китайской народной песней «Шёлковый путь» в интерпретации Kitaro. Также, были отмечены сходства с песнями «Sing for Me» Андреаса Джонсона, «Yasashii Uta» японской группы MUCC, «Face 2 Face» немецкой группы Future Trance United и «Shine» группы Take That. Отчасти из-за данных обвинений, группа несколько изменила песню перед выступлениями в Дюссельдорфе.

## Позиции в чартах
| Чарт (2011)                                | Лучший результат |
| ------------------------------------------ | ---------------- |
| Бельгия/Фландрия (Ultratip Bubbling Under) | 48               |
| Дания (Tracklisten)                        | 2                |
| Нидерланды (Single Top 100)                | 58               |
| Ирландия (IRMA)                            | 9                |
| Швейцария (Schweizer Hitparade)            | 39               |
| Великобритания (OCC UK Singles)            | 78               |
| Великобритания (OCC UK Indie)              | 10               |